# Модель культурних вимірів за Річардом Льюїсом

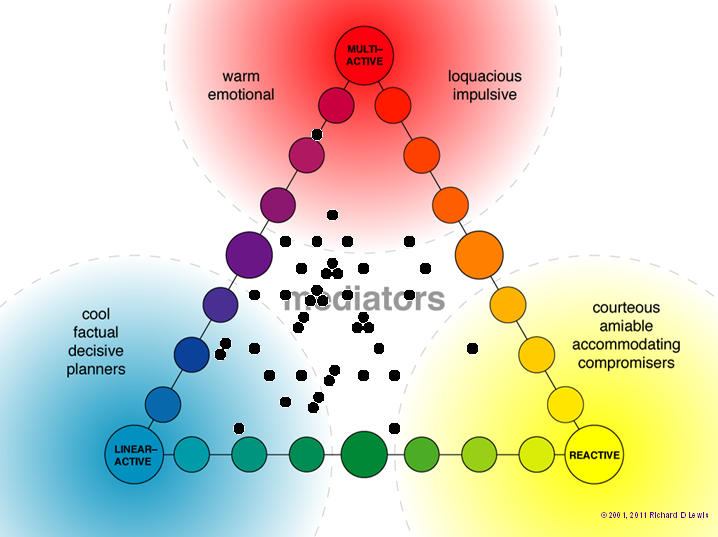
Культурні виміри за моделлю Річарда Льюїса

Модель культурних вимірів за Річардом Льюїсом  (англ. Lewis Model Of Dimensions of Behavior) — це одна з популярних теорій, яка описує основні культурні характеристики та відмінності між країнами. Вона допомагає підкреслити важливі аспекти культур, які можуть впливати на комунікацію, співпрацю та керування в організаціях.
Модель базується на роботі Річарда Льюїса, британського антрополога та письменника, який вивчав міжкультурні різниці у способах мислення, спілкування та поведінці.
Модель Льюїса описує три основних типи культур, які він називає «атлантичною» (або «моноактивна», «Linear-Active»), «лицарською» (або «поліактивна», «Multi-Active») та «реактивною» (або «азійська», «Reactive»).

## Розвиток теорій культурних вимірів
Усвідомлення та розв'язання проблем, пов'язаних зі злиттям глобальних корпорацій та управлінням ними, вимагає уважного розгляду культурних особливостей учасників. Організаціям важливо робити відповідні адаптації та дозволи, аби визначити та згодити організаційну культуру.
З середини XX століття велика увага приділялася питанню культурних відмінностей та їхнього впливу на бізнес. Розвиток наукових досліджень з цієї тематики представлений такими теоріями:

#### Культурні виміри Хофстеде
Час: 1970-ті роки
Сенс: Герт Хофстеде визначив шість культурних вимірів, які допомагають зрозуміти та порівняти національні культури. Ці виміри – відстань влади, індивідуалізм проти колективізму, маскулінність проти жіночності, уникнення невизначеності, довгострокова та короткострокова орієнтація та поблажливість проти стриманості.

#### Культурний айсберг Холла
Час: 1970-ті роки
Сенс: Едвард Т. Холл представив концепцію культур з високим та низьким контекстом, підкреслюючи важливість невербального спілкування, контексту та розуміння культурних відмінностей у стилях спілкування та особистому просторі.

#### Культурні виміри Тромпенаарса
Час: 1990-ті роки
Сенс: Фонс Тромпенаарс визначив сім культурних вимірів, які допомагають аналізувати культурне різноманіття та дилеми в бізнес-середовищах. Ці виміри включають універсалізм проти партикуляризму, індивідуалізм проти комунітаризму, досягнення проти приписування, нейтральний проти афективного, специфічний проти дифузного, внутрішній проти зовнішнього спрямованого та послідовний проти синхронного.

#### Теорія основних людських цінностейШварца[en]
Час: 1990-ті роки
Сенс: Згідно з цією теорією, існує десять основних цінностей, які можуть бути організовані у чотири пари, такі як влада інтересів, саме реалізації, безпеки та універсалізму. Ці цінності визначають те, що люди вважають важливим у своєму житті та що направляє їхню поведінку, вибори та вірування.

#### Карта культуриЕрін Мейер
Час: 2010-ті роки
Сенс: Теорія забезпечує основу для розуміння того, як культурні відмінності впливають на ділову взаємодію. Вона досліджує різні виміри, такі як стилі спілкування, лідерський підхід, зворотний зв'язок, переконання, довіра, розбіжності, прийняття рішень та орієнтація на час у різних культурних контекстах.

#### Культурні виміри Льюїса
Час: 1990-ті роки
Сенс: Це остання модель культурних відмінностей, яка отримала всесвітнє визнання. Вона була розроблена в 1990-х роках і вперше описана в книзі Річарда Льюїса «Коли культури стикаються» (1996), яка отримав нагороду «Книга місяця США» в 1997 році.

## Про автора
Річард Д. Льюїс – відомий британський лінгвіст, експерт з міжкультурної комунікації та письменник.

### Ранні роки
Річард Дональд Льюїс народився в Білінгу, Ланкашир, 13 липня 1930 року. Він походить від довгої лінії шахтарів, родом з Молда, Північний Уельс.
Закінчивши школу в Ланкаширі, Льюїс продовжив вивчати сучасні мови в Ноттінгемському університеті, а також отримав диплом за спеціальністю «Культури та цивілізації» в Сорбонні в Парижі. Відвідавши Олімпійські ігри 1952 року в Гельсінкі, Льюїс провів наступні два роки, живучі й працюючи у Фінляндії, де він навчився говорити фінською.

### Початок карʼєри
У 1955 році він заснував Мовну школу Берліца у Фінляндії, а згодом відкрив ще 5 шкіл у Фінляндії. Крім того, він відкрив школи Берліца в Норвегії в 1958 році та в Португалії в 1959 році.
У 1966 році Льюїс заснував школу Берліца в Токіо і провів наступні 5 років. Там він був репетитором імператриці Мітіко та інших членів японської імператорської родини. У цей період його послуги мали попит серед таких фірм, як Nomura, Mitsubishi, Hitachi, Sanyo, Mitsui й Nippon Steel.

### Розквіт діяльності
У 1970-х роках Річард Льюїс заснував Richard Lewis Communications, консалтингову компанію, що спеціалізується на тренінгах з міжкультурної комунікації та управлінському консалтингу. Він консультував численні компанії зі списку Fortune 500, державні установи та міжнародні організації з питань, пов'язаних з міжкультурною комунікацією, лідерством та управлінням.
Останнім часом він активно займається міжкультурною діяльністю, заснувавши компанії у Франції, Німеччині, Іспанії, Італії та Бразилії, викладаючи комунікативні навички в цих країнах, а також у Фінляндії, Швеції, Великій Британії та США, де зараз він є кроскультурним консультантом Світового банку.
Він був обраний «Особистістю року 1999» за версією Тихоокеансько-Азіатської туристичної асоціації й отримав цю нагороду за «віддану і надзвичайну роботу, проведену в галузі міжкультурної комунікації, з чітким розумінням і чутливістю до культур Азійсько-Тихоокеанського регіону».
Льюїс є автором кількох книг з міжкультурної комунікації, серед яких «Коли культури стикаються: Ведення через культури» та «Кроскультурна комунікація: Візуальний підхід». Ці книги стали широко відомі як найважливіші ресурси для професіоналів, які прагнуть подолати виклики, пов'язані з роботою в багатокультурному середовищі.
У 2017 році він стверджував, що розмовляє 10 мовами: англійською, французькою, іспанською, італійською, португальською, німецькою, шведською, данською, норвезькою, фінською та японською.

## Історія моделі культурних вимірів Льюїса
|                   | Оскільки глобалізація бізнесу все частіше об'єднує керівників, зростає усвідомлення того, що якщо ми аналізуємо концепції та цінності, то майже нічого не можна сприймати як належне. |
| — Річард Д. Льюїс | |

Історія моделі Льюїса бере свій початок з ранньої кар'єри Річарда Льюїса в 1950-х і 1960-х роках, коли він почав багато подорожувати та працювати з транснаціональними корпораціями. Взаємодіючи з представниками різних культур, Льюїс спостерігав за моделями поведінки, стилями спілкування та культурними цінностями, які він прагнув зрозуміти та задокументувати.
Після заснування Richard Lewis Communications Річард все більше спеціалізувався на міжкультурній комунікації та тренінгах з менеджменту. 
Загалом, Річард Льюїс відвідав 135 країн і працював в більш ніж 20 з них. Це змусило його визнати необхідність враховувати унікальні культурні перспективи та поведінкові моделі в азійський культурах.
У своїй впливовій книзі «Коли культури стикаються» (1996) Льюїс представив новаторську концепцію, яка поділяє людей на три різні поведінкові категорії. Дослідження Річарда Льюїса спиралися на фактичний досвід 50 000 керівників, які беруть участь у житлових курсах, та понад 150 000 онлайн-анкет, що представляють 68 різних національностей. 
З роками модель Льюїса вдосконалювалася та адаптувалася до змін у глобальному бізнес-ландшафті та культурної динаміки, що розвивається. Вона продовжує використовуватися бізнесом, академічними установами та професіоналами по всьому світу як основа для розуміння та управління культурними відмінностями в різних контекстах.

## Сутність моделі

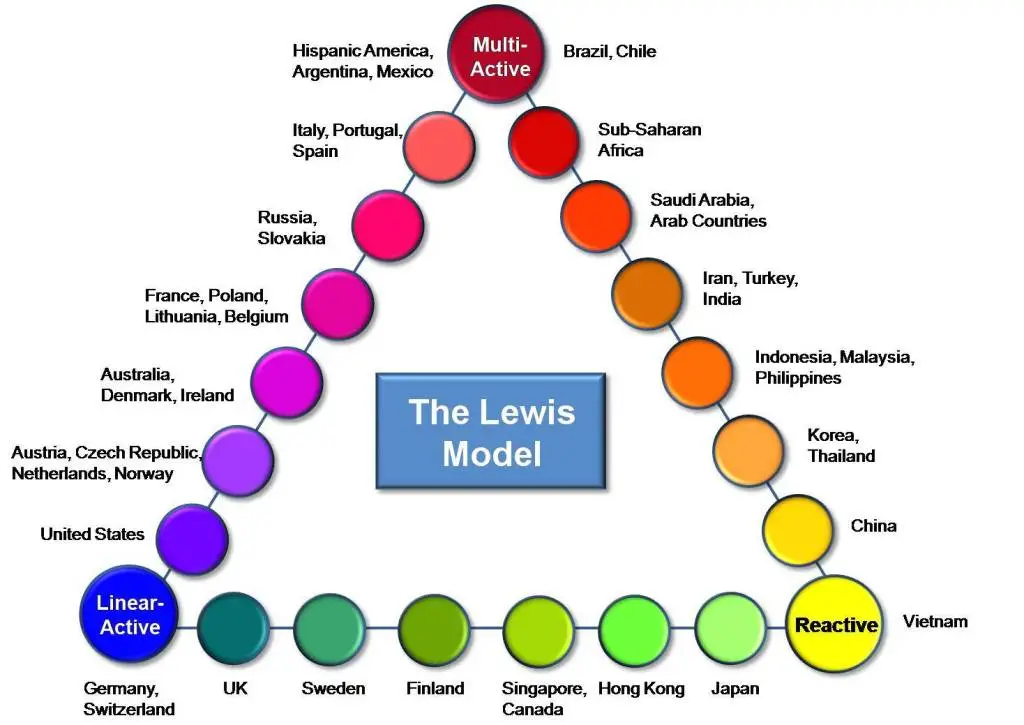
Розподіл країн на три категорії за Льюїсом

Модель Льюїса описує три основних типи культур, які він називає «атлантичною», «лицарською» та «реактивною». Ось короткий огляд кожного типу:
|                       | Атлантична культура | Лицарська культура | Реактивна культура |
| --------------------- | --- | --- | --- |
| Інша назва            | лінійно-активна культура, моноактивна культура | мультиактивна культура, поліактивна культура | азійська культура |
| Стисла характеристика | зосереджений лише на явному значенні, прямий і напористий, обмежена мова тіла, поважає правила, відокремлює соціальне та професійне, планує крок за кроком | словесний та імпульсивний, орієнтований на людей, почуття перед фактами, гнучка правда, широка мова тіла, переплітає соціальне та професійне, планує грандіозно | ввічливий і уважний слухач, тихий і стриманий, дипломатія над правдою, тонка мова тіла, з'єднує соціальне та професійне, не перебиває, реагує |
| Ключові цінності      | індивідуалізм, конкуренція, прозорість, відданість | свобода, інновації, розвиток | колективізм, повага до авторитету, довіра до колективу                                                                                        |
| Географія             | Північна Європа, Північна Америка та суміжні країни (США, Велика Британія, Нідерланди)                                                                     | Тропічні країни та Середземноморський регіон (Японія, Франція, Італія)                                                                                          | Країни Східної Азії (Китай, Корея, Японія) |

### Атлантична культура
В цьому типі культури характерною є високий ступінь формальності та уваги до статусу та ієрархії. Люди цієї культури орієнтовані на завдання, мають високоорганізований підхід до цілей та їх роботи. Вони є природними планувальниками, які віддають перевагу методичному вирішенню завдань, зосереджуючись на одному завданні за раз у запланованій послідовності. При участі в дискусіях або прийнятті рішень лінійно-активна група покладається на логічні аргументи та міркування. Крім того, вони цінують і дотримуються встановлених правил, розуміючи важливість дотримання керівних принципів для підтримки порядку та послідовності у своїй роботі. Завдяки своєму орієнтованому на деталі та послідовному мисленню, лінійно-активна група сприяє досягненню цілей з точністю та ефективністю.

#### Як співпрацювати?
- При наборі людей з лінійно-активної групи важливо підкреслити необхідність структурованого та організованого робочого середовища.
- При прийнятті рішень або співпраці з особами з лінійно-активної групи, надайте логічні аргументи, підкріплені даними та фактами. Надайте їм чітко визначені рамки та керівні принципи, щоб вони відчували себе комфортно та впевнено у процесі прийняття рішень.
- Призначте завдання з чіткими термінами та надайте чітко визначений план або дорожню карту, щоб керувати їхньою роботою.

### Лицарська культура
Ця група втілює людей, які мають емоційний, виразний характер і надають пріоритет відносинам, почуттям і сім'ї вище, суворо дотримуючись порядку денного або плану. Оцінюючи особисті зв'язки та надаючи пріоритет емоційним аспектам, мультиактивна група додає тепла та жвавості соціальним взаємодіям та сприяє створенню яскравого та динамічного середовища.

#### Як співпрацювати?
- Під час набору людей з мультиактивної групи зосередьтеся на створенні теплого та привабливого робочого середовища, яке цінує особисті зв'язки та дозволяє відкрито висловлювати емоції.
- Заохочуйте їх вільно висловлювати свої ідеї та емоції, оскільки ця група процвітає в середовищах, які цінують їх внесок і визнають важливість особистих зв'язків. Забезпечте гнучкість та спонтанність у процесі прийняття рішень, враховуючи їх інтуїтивний та імпульсивний характер.
- Призначайте проєкти, які забезпечують особисті зв'язки та спільні зусилля.

### Реактивна культура
Цей тип культури характеризується великою увагою до групової гармонії, співпраці та униканню конфліктів. Це особи, які демонструють ввічливу та уважну поведінку, часто беручи на себе роль слухача, а не активно ініціюючи дію чи дискусію. Вони схильні реагувати та реагувати на ситуації, а не брати на себе ініціативу. У соціальних взаємодіях реактивна група підкреслює важливість підтримки гармонії та уникнення будь-якої форми збентеження або дискомфорту для себе чи інших.

#### Як співпрацювати?
- Шукайте кандидатів, які демонструють сильні навички слухання, емпатію та щирий інтерес до розуміння різних думок. Під час інтерв'ю надайте їм можливість продемонструвати свою уважність та здатність сприяти гармонійній атмосфері.
- Візьміть на себе ініціативу в ініціюванні дискусій, але також надайте їм достатньо часу для роздумів і внеску. Подумайте про проведення зустрічей сам на сам, щоб надати їм зручну платформу для приватного вираження своїх думок і занепокоєнь, не боячись соромитися або поставити когось з різною думкою на місці.
- Заохочуйте реактивну групу активно робити свій внесок, шукаючи їх внесок і створюючи можливості для того, щоб вони поділилися своїми ідеями.

## Критика моделі

#### Переваги
- ясність і стислість (Льюїс визнав, що накопичення численних вимірів і дихотомій попередніми крос-культуралістами часто призводило до плутанини, а не до просвітлення[9]);
- чітке розуміння поведінкових тенденцій дозволяє лідерам адаптувати свої стилі спілкування, підходи до прийняття рішень та стратегії лідерства для ефективної взаємодії з людьми з різних культурних традицій;
- акцент на потужному азіатському мисленні, яке часто ігнорувалося або ігнорувалося попередніми міжкультурними теоріями.

#### Недоліки
- потенціал до надмірного спрощення та стереотипізації культур;
- може не повністю враховувати культурні зміни з часом або у відповідь на зовнішні впливи;
- використання моделі Льюїса без урахування культурного контексту може призвести до етноцентричного ставлення, коли одна культура вважається вищою за інші.